# Arinna

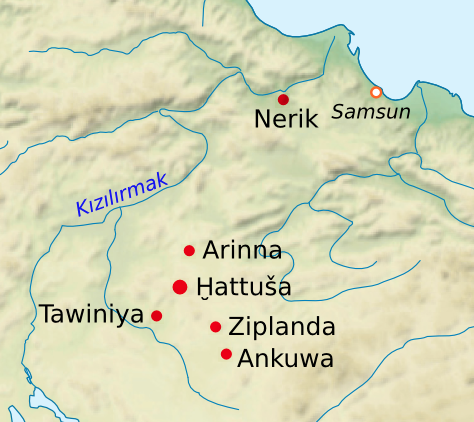
Auf der Karte wird Arinna bei Alaca Höyük lokalisiert.

Arinna Arinna (hethitisch: URUa-ri-in-na; logographisch: URUPÚ-na „QUELLE-na“, Ethnikon: arinnumneš) war ein bedeutender hethitischer Kultort der Sonnengöttin von Arinna, der Hauptgöttin des hethitischen Pantheons. Die genaue Lage der Stadt ist unbekannt, doch muss sie in der Nähe der hethitischen Hauptstadt Ḫattuša gelegen haben. Als heilige Stadt genoss Arinna selbst göttliche Verehrung; der König stieg vor der Stadt vom Wagen und verneigte sich vor ihr. Arinna wurde auch „Stadt der Freude“ genannt, wohl wegen der Bedeutung der Kultfeste. Dieses Arinna der Sonnengöttin ist nicht zu verwechseln mit einer anderen Stadt namens Arinna, die im südwestlichen Kleinasien lag.

## Name und Lage
Die Stadt hieß auf hethitisch und hattisch Arinna. Der Name dürfte das hattische Wort für „Quelle“ enthalten. Die Lage der Stadt ist unbekannt, sie befand sich im engeren Kernland des hethitischen Reichs. Vorgeschlagen werden Alaca Höyük oder das wenig östlich davon gelegene Eskiyapar, beide nördlich der hethitischen Hauptstadt Ḫattuša gelegen. Aus beiden Fundorten wurden hethitische Keilschrifttafeln gefunden, die den Namen Arinna enthalten. Der Weg von Ḫattuša nach Arinna führte entweder über Taḫurpa oder über Matilla. Da der König am selben Tage an Festlichkeiten in der Hauptstadt und in Arinna teilnahm, kann die für die Kultreise benötigte Zeit nur wenige Stunden betragen haben.
Zudem gab es noch weitere Orte gleichen Namens: Einer lag in Westanatolien, ein anderer im Gebiet der Kaškäer und ein weiterer in Kizzuwatna.

## Bedeutung
Nach den Paragraphen §§ 50ff. des althethitischen Gesetzes war Arinna neben Nerik und Ziplanda eine der drei „Götterstädte“ (šiunan URU), zu denen früh noch die Hauptstadt Ḫattuša als Ort der Götterversammlung trat, sowie später weitere Orte. Diese Bedeutung als heilige Stadt dürfte auf vorhethitische Zeit zurückgehen. Die Einrichtung von heiligen Städten in Anatolien lebte in der Antike in den hieropoleis (altgriechisch ἱερόπολις hieropolis, deutsch ‚heilige Stadt‘) weiter. Weitere Funktionen der Stadt Arinna sind nicht bekannt, doch kann anhand der großen Anzahl von Schmieden ein Zentrum der Schmiedekunst angenommen werden. Ansonsten werden neben Kultpersonal noch Weber und Fackelmacher genannt.

## Bauten
Die Stadt war vermutlich nicht groß, da nur ein Stadttor genannt wird. Die wichtigsten Bauten waren die fünf Tempel für die Sonnengöttin von Arinna, Mezulla, Zintuḫi, Ḫulla und den Wettergott von Arinna, wobei die letzten vier Gottheiten nur in Arinna ein Heiligtum hatten. Daneben befanden sich in der Stadt mehrere ḫuwaši-Stelen, eine Art Kultstelen, darunter einer für die Gottheit Ḫuwarijanzipa. Die Tempel der Sonnengöttin und von Mezulla wurden über eine Treppe betreten und scheinen nicht groß gewesen zu sein. Sie gehörten offenbar zu den ältesten Bauten der Stadt.
Im Tempel der Sonnengöttin standen zwei Götterbilder, eines für die Sonnengöttin von Arinna und eines für die „Sonnegöttin von Arinna des Anrufens“ (dUTU URUArinna ḫalzijanna). Die Wände der Cella waren versilbert. Im Tempel wurde zudem der Gott Telipinu angerufen. Zum Gebet stieg der König auf das Flachdach des Tempels. Dem Tempel der Sonnengöttin wurde ein Teil der Kriegsbeute geweiht, besonders Kultbilder und Kultgerät; zudem kam ein Teil der šaḫḫum und luzzi-Steuer dem Tempel zu. Wertvolle Geschenke bildeten weitere Einkünfte. Wichtige Staatsverträge wurden im Tempel der Sonnengöttin aufbewahrt.
Im Tempel der Mezulla wurde besonders auch dem Telipinu geopfert, aber auch dem Schutzgott. Der Tempel der Zintuḫi hatte einen Innenhof, wo Kultmahle abgehalten wurden. Von den anderen beiden Tempeln sind keine Einzelheiten bekannt.
Vom Tempel der Mezulla konnte über ein Seitentor das ḫalentuwa-Haus erreicht werden, das dem König und der Königin als Residenz diente, wenn sie in Arinna weilten, und wo auch Kultmahle abgehalten wurden. Bei mehrtägigen Aufenthalten übernachtete der König im dort befindlichen „heiligen Bett“.
Zu den kultischen Gebäuden kamen noch Profanbauten, darunter mehrere Vorratshäuser verschiedener Provinzstädte, wie von Ankuwa, Kaštunara oder Zallara. Auch für die Königin gab es ein Vorratshaus. Daneben wird noch ein Gasthaus genannt.
Vor der Stadt lagen das taštuppa-Haus, wo der König bei Ankunft seine priesterliche Kleidung annahm, und das gazzituri-Haus, wo er sich rituell reinigte, bevor er die Stadt durch das Stadttor betrat. Um die Stadt herum befanden sich diverse Heiligtümer, die der König während der Kultfeierlichkeiten aufsuchte. Zudem ist ein Teich außerhalb der Stadt bezeugt.

## Kulte

### Gottheiten
Der Kult in Arinna galt der Sonnengöttin von Arinna, deren Tochter Mezulla und Enkelin Zintuḫi sowie der Berggottheit Ḫulla und dem Wettergott von Arinna. Die Kulte sind hattischen Ursprungs und haben konservatives Gepräge, so dass nur wenige Neuerungen vorgenommen wurden. So sind kaum luwische oder hurritische Einflüsse bemerkbar, und diese auch nur in der Spätzeit.
Die Sonnengöttin, Mezulla und Zintuḫi bildeten eine Triade; letztere beiden fungierten als Vermittlerinnen zwischen Mensch und Sonnengöttin. Ḫulla war ein Berggott des gleichnamigen Berges, der in der Nähe von Arinna zu suchen ist; sein Kult ist auf Arinna beschränkt. Der Wettergott von Arinna war ein lokaler Wettergott, der zur Sondergruppe der Wettergötter des Waldes gehört, deren Funktion unklar ist. Er ist nicht identisch mit dem Wettergott Tarḫunna, der als Hauptgott des hethitischen Staatskultes der Mann der Sonnengöttin war, im Kult von Arinna aber keine besondere Rolle einnahm.
Neben diesen fünf Gottheiten mit eigenem Tempel wurden auch der Schutzgott (dKAL) und Telipinu sowie einige unbedeutende Gottheiten angerufen.

### Kultpersonal
Der hethitische Großkönig war der Hohepriester des Tempels für die Sonnengöttin und besuchte in dieser Funktion zu bestimmten Anlässen die Stadt. Den Tempeln von Mezulla, Zintuḫi und Ḫulla standen je ein Hohepriester (SANGA) vor. Von den drei Hohepriesterinnen in Arinna stand eine dem Tempel des Wettergottes von Arinna vor, die Funktion der anderen beiden ist unklar. Die drei Hohepriester und drei Hohepriesterinnen nahmen während der Kultfeste eine eher passive Rolle ein. Sie mussten sich als einzige nicht vor dem König verneigen und erhielten von diesem sehr wertvolle Geschenke. Der König selbst wurde bei der Ankunft in Arinna von zwei GUDU-Priestern empfangen, die auch die Zeremonien durchführten. Dazu kamen noch sieben „letzte Priester“ mit verschiedenen Funktionen. Nach dem §50 des althethitischen Gesetzes waren die Priester der heiligen Städte von bestimmten Abgaben befreit.
Zum Kultpersonal gehörten auch Musiker und Sänger, darunter auch die zintuḫi-Sängerinnen. Die Kultgesänge wurden in hattischer Sprache vorgetragen. Dazu kam Personal, das für die Zubereitung der Kultmahle und Opfer zuständig war, darunter auch drei Mundschenke und der „Hirt der Gottheit“, der für die Herden der Opfertiere zuständig war. Im Dienst der Priester standen zudem Sklaven.
Auffallend ist das Fehlen von Wahrsagern, Beschwörungspriestern und Zauberinnen sowie von Orakeln in Arinna, eine Besonderheit, die im hattischen Umfeld vorkommt.

### Feste
Da die Archive der Hauptstadt vorwiegend Begebenheiten im Umfeld des Palastes behandelten, sind für Arinna nur Feste belegt, an denen der König als Hohepriester fungierte. Lokale Feste werden manchmal genannt, aber deren Bedeutung ist unklar.
Zu dem am dritten Tag des im Frühjahr gefeierten AN.TAḪ.ŠUM-Fest, einem der wichtigsten Kultfeste der Hethiter, wurde die göttlich verehrte kurša-Jagdtasche von Arinna in die Hauptstadt Ḫattuša gebracht. Am achten Tag fuhr dann der König mit einem Wagen nach Arinna, wo er bis zum zehnten Tage blieb und an verschiedenen Kulthandlungen teilnahm.
Am fünften Tag des nuntariyašḫaš-Festes reiste der König von der Stadt Taḫurpa, wo ein bedeutender Tempel der Sonnengöttin stand, nach Arinna, wo er im „heiligen Bett“ übernachtete und dann morgens nach Ḫattuša weiterreiste.
Das „Große Fest“ war das wichtigste lokale Fest in Arinna, an dem der König ebenfalls teilnahm und zwei oder drei Tage in Arinna blieb. Es wurde möglicherweise im Herbst gefeiert.
Die Kulthandlungen unterschieden sich kaum von anderen hethitischen Kultbräuchen. Geopfert wurden verschiedene Brote, wie Dick-, Süß- oder Sauerbrot. Es wurde auf die Gottheit getrunken und Libationen mit Wein, Bier oder anderen Getränken durchgeführt. Dabei spielte das kaluḫat eine spezielle Rolle, ein nicht näher bestimmbares Ledergefäß oder ein Lederbeutel. Blutige Tieropfer wurden ebenfalls durchgeführt, mehrheitlich Schafe aber auch Rinder.
Zu den Kultfesten gehörten auch Ringkämpfe, Scheinkämpfe, Gaukler, Messerschlucker, Prostituierte, sogenannte „Wolfsmänner“ und ḫulpa-Frauen, deren Funktion unbekannt ist. Sie gehörten zu den Nebenereignissen der Kultfeste und dienten der Belustigung des Volkes, weshalb Arinna auch „Stadt der Freude“ genannt wurde.